# 나가노촌 (시즈오카현)
나가노촌(일본어: 長野村)은 일본 시즈오카현의 서부, 도요다군・이와타군에 속해있던 촌이다. 현재의 이와타시에 해당한다.

## 역사
- 1889년 4월 1일  - 정촌제 시행에 의해 도요다군 나가노촌이 성립하였다.
- 1896녀 4월 1일 - 군 개편에 의해 이와타군으로 속하게 되었다.
- 1955년 4월 1일 - 이와타시에 편입해, 동일 나가노촌은 폐지되었다.

## 교통

### 도로
- 국도 제150호선

## 참고 문헌
- 角川日本地名大辞典編纂委員会,『角川日本地名大辞典 22 静岡県』, 角川書店, 1978年, ISBN 4040012208